# Brysna
Brysna (ausgesprochen ˈbrɨsna, amtlich Wyspa Jana Zabawy-Wróblewskiego) ist eine kreisförmige künstliche Insel im polnischen Teil des Stettiner Haffs und gehört zur Gemeinde Międzyzdroje.
Brysna hat einen Durchmesser von 1250 Metern und entstand 2021 aus dem Material, das bei der Vertiefung und Verbreiterung der Fahrrinne zwischen Stettin und Świnoujście angefallen ist.
Brysna liegt nordwestlich der ebenfalls künstlichen Insel Śmięcka, die zeitgleich entstand. Beide Inseln sind als reines Vogelschutzgebiet konzipiert und bleiben daher unbewohnt. Auf Brysna befindet sich lediglich eine technische Landungsplattform, ansonsten wird die Insel bepflanzt.
Der Name Brysna ist ein Kofferwort aus Polnisch bryza (für „Brise“) und sny (für „Träume“). Während der Planungsphase trug die Insel zunächst die Projektbezeichnung W22. Bei einer 2020 vom polnischen Ministerium für Meereswirtschaft und Binnenschifffahrt organisierten Internetabstimmung zur Benennung der Insel, an der 21.912 Personen teilgenommen hatten, gewann der Vorschlag Brysna mit insgesamt 9.693 Stimmen vor den Vorschlägen Wielecka und Zabawa.
Obwohl sich im Volksmund der Name Brysna durchgesetzt hat, war das Ergebnis der Internetabstimmung aus verwaltungspolitischer Sicht nicht bindend, zumal dem Ministerium für Meereswirtschaft und Binnenschifffahrt die Kompetenz zur Namensvergabe fehlt. 2024 entschied die Gemeinde Międzyzdroje, der Insel den amtlichen Namen Wyspa Jana Zabawy-Wróblewskiego (deutsch „Jan-Zabawa-Wróblewski-Insel“) zu verleihen, welcher 2025 vom polnischen Ministerium für Inneres und Verwaltung bestätigt wurde.

## Nachweise
1. 1 2  Andrzej Z. Kotarba: Tajemnicze wyspy Zalewu Szczecińskiego, czarneswiatlo.pl vom 24. April 2022, abgerufen am 1. Juli 2023.
2. 1 2 3  Brysna i Śmięcka z utwardzoną linią brzegową. Zobacz jak wyglądają dwie sztuczne wyspy na Zalewie Szczecinskim, kamienskie.info vom 25. Juli 2021, abgerufen am 1. Juli 2023.
3. ↑  Nelly Kamińska: Estyjska, Brysna i Śmięcka – nowe wyspy Polski, turystyka.rp.pl vom 23. September 2023, abgerufen am 1. Juli 2023.
4. ↑  Ostatnia niespełniona obietnica ministra Gróbarczyka z PiS. Konkurs na nazwy wysp na Zalewie Szczecińskim był fikcją, wyborcza.pl vom 20. Dezember 2024, abgerufen am 9. Mai 2025.